# ヴァレナ
ヴァレナ（リトアニア語: Varėna、ポーランド語: Orany）は、リトアニア・アリートゥス郡の都市。

## 歴史
ワルシャワ＝サンクトペテルブルク間に鉄道が敷設され、1862年、セノイ・ヴァレナ（「旧ヴァレナ」の意）の南4kmの地点に都市が建設された。当時は小規模な居住地であったがその後発展を遂げていく。
戦間期には、ルツャン・ジェリゴフスキ率いるポーランドの軍勢の進行により、ヴァレナを含むヴィリニュス地方がポーランド領となった。ヴァレナは当時、ポーランド語でオラヌィ (Orany) と呼ばれていた。その頃はリトアニアとの境界線にも近く、ヴィルノ県のヴィルノ＝トロキ郡に編入されていた。1939年9月、ナチス・ドイツとソビエト連邦がポーランドに侵攻し、10月にソビエト＝リトアニア相互援助条約が締結されると、ヴァレナはリトアニアに引き渡された。
1942年9月9日、ヴァレナに住むユダヤ人全員が街のシナゴーグに集められた。その日、司祭のヨナス・ギーリース (Jonas Gylys) ドイツ軍の阻止を振り切ってシナゴーグに立ち入り、ユダヤ人たちに向かって、キリスト教に改宗するのではなく最期の時まで勇敢であるよう励ました。翌10日（または9日とも言われる）、ユダヤ人は全員、シナゴーグから連れ出され、ヴァレナから1.5km離れたドルツクーナイ村近くのエジェリエケイの森に連行された。そこには大きな穴が25メートル間隔で2つ掘られていた。1つの穴は男性用で、もう1つは女性用だった。ドイツ軍はユダヤ人を穴のほうに押しやり、そこで射殺した。カール・イェーガーの報告書によれば、アインザッツグルッペA傘下のアインザッツコマンド3Aがその日、ユダヤ人831人（男性541人、女性149人、子供141人）を殺害したという。
1946年、ポーランド人2000人がポーランドへと強制移住させられた。
1970年代以降、街は急速に工業化し、現在は約1万人の人口を抱える。他方でヴァレナ地区自治体はまた、リトアニアで最も大きく森林に覆われた地区でもある。

## 人口の変遷
- 1923年 - 400人
- 1939年 - 1,800人
- 1959年 - 2,400人
- 1970年 - 4,446人
- 1979年 - 8,015人
- 1989年 - 12,291人
- 2001年 - 10,845人
- 2011年 - 9,240人
- 2016年 - 8,600人
- 2020年 - 7,895人
- 2021年 - 8,202人

## 著名の出身者
画家で作曲家のミカロユス・チュルリョーニスは1875年にセノイ・ヴァレナにて生まれた。